# Heliconius athalia
Heliconius athalia är en fjärilsart som beskrevs av Heinrich Neustetter 1927. Heliconius athalia ingår i släktet Heliconius och familjen praktfjärilar. Inga underarter finns listade i Catalogue of Life.